# Contea di Washington (Arkansas)
La contea di Washington, in inglese Washington County, è una contea dello Stato dell'Arkansas, negli Stati Uniti. La popolazione al censimento del 2000 era di 157 715 abitanti. Il capoluogo di contea è Fayetteville.

## Storia
La contea di Washington fu costituita nel 1828.

## Centri abitati

### Città
- Elkins
- Elm Springs (situata in parte nella Contea di Benton)
- Farmington
- Fayetteville (capoluogo di contea)
- Goshen
- Greenland
- Johnson
- Lincoln
- Prairie Grove
- Springdale (situata in parte nella Contea di Benton)
- Tontitown
- West Fork
- Winslow

### Comunità non incorporate
- Appleby
- Arnett
- Baldwin
- Banyard
- Black Oak
- Blackburn
- Blue Springs Village
- Brentwood
- Canehill
- Cincinnati
- Clyde
- Durham
- Dutch Mills
- Evansville
- Fayette Junction
- Floss
- Gulley
- Habberton
- Harmon
- Harris
- Hazel Valley
- Hicks
- Hogeye
- Hubbard
- Mayfield
- McNair
- Morrow
- Mount Olive
- Oak Grove
- Odell
- Onda
- Pilgrim's Rest
- Pitkin Corner
- Rhea
- Rochelle Riviera
- Savoy
- Shady Grove
- Skylight
- Sonora
- Spring Valley
- Starks
- Steele
- Strain
- Strickler
- Sulphur City
- Summers
- Sunset
- Suttle
- Tolu
- Tuttle
- Viney Grove
- Walnut Grove
- War Eagle Cove
- Weddington
- Wedington Woods
- Wheeler
- White Rock
- Woolsey
- Wyman
- Wyola

### Townships
- Boston
- Brush Creek
- Cane Hill
- Center
- Cove Creek
- Crawford
- Durham
- Dutch Mills
- Elkins
- Elm Springs
- Farmington
- Fayetteville
- Goshen
- Greenland
- Harmon
- Illinois
- Johnson
- Lee's Creek
- Lincoln
- Litteral
- Marrs Hill
- Morrow
- Prairie
- Prairie Grove
- Reed
- Rhea's Mill
- Richland
- Springdale
- Starr Hill
- Tontitown
- Valley
- Vineyard
- Wedington
- West Fork
- White River
- Winslow
- Wyman